# Вишну-сахасранама
Ви́шну-сахасрана́ма (санскр. विष्णुसहस्रनाम, IAST: Viṣṇu sahasra nāma, Viṣṇusahasranāma, буквально: «тысяча имён Вишну») — список из 1000 имён Вишну. Является одним из самых священных и часто используемых гимнов (стотр) в индуизме.

## Этимология
На санскрите сахасра означает «тысяча», а нама — «имя». Это словосочетание бахуврихи может быть переведено как «имеющий тысячи имён».
На хинди нама произносится как нам.

## История
По данным 135-й главы «Анушасана-парвы» эпоса «Махабхарата», эти имена были даны Юдхиштхире знаменитым воином Бхишмой, который находился на смертном одре во время битвы на Курукшетре. Юдхиштхира спрашивает у Бхишмы:
- Ким экам дайватам локе?
  - В этой вселенной, кто есть Всевышний Бог? (то есть от кого зависит существование всего?)
- Ким вапьекам параянам?
  - Кто является пристанищем для всех?
- Стувантах кам камарчантах прапнуюр манавах субхам?
  - Кто является той, одной Верховной Личностью Бога, восхваляя и поклоняясь которой, человек достигает высшего блага?
- Ко дхармах сарва дхарманам бхаватах парамо матаха?
  - Какая форма дхармы является наивысшей, способной даровать спасение и процветание человечеству?
- Ким джапан мучьяте джантух джанма-самсара-бандханат?
  - Есть ли что-то, при повторении или чтении чего любое живое существо смогло бы освободиться из цикла рождений и смертей?

Бхишма в ответ сказал, что человечество может освободиться от всех страданий, повторяя «Вишну-сахасранаму» — тысячу имён Вездесущего Всевышнего Господа Вишну, который находится выше времени и является повелителем всех миров и полубогов (дэв), и который неотличен от Брахмана.

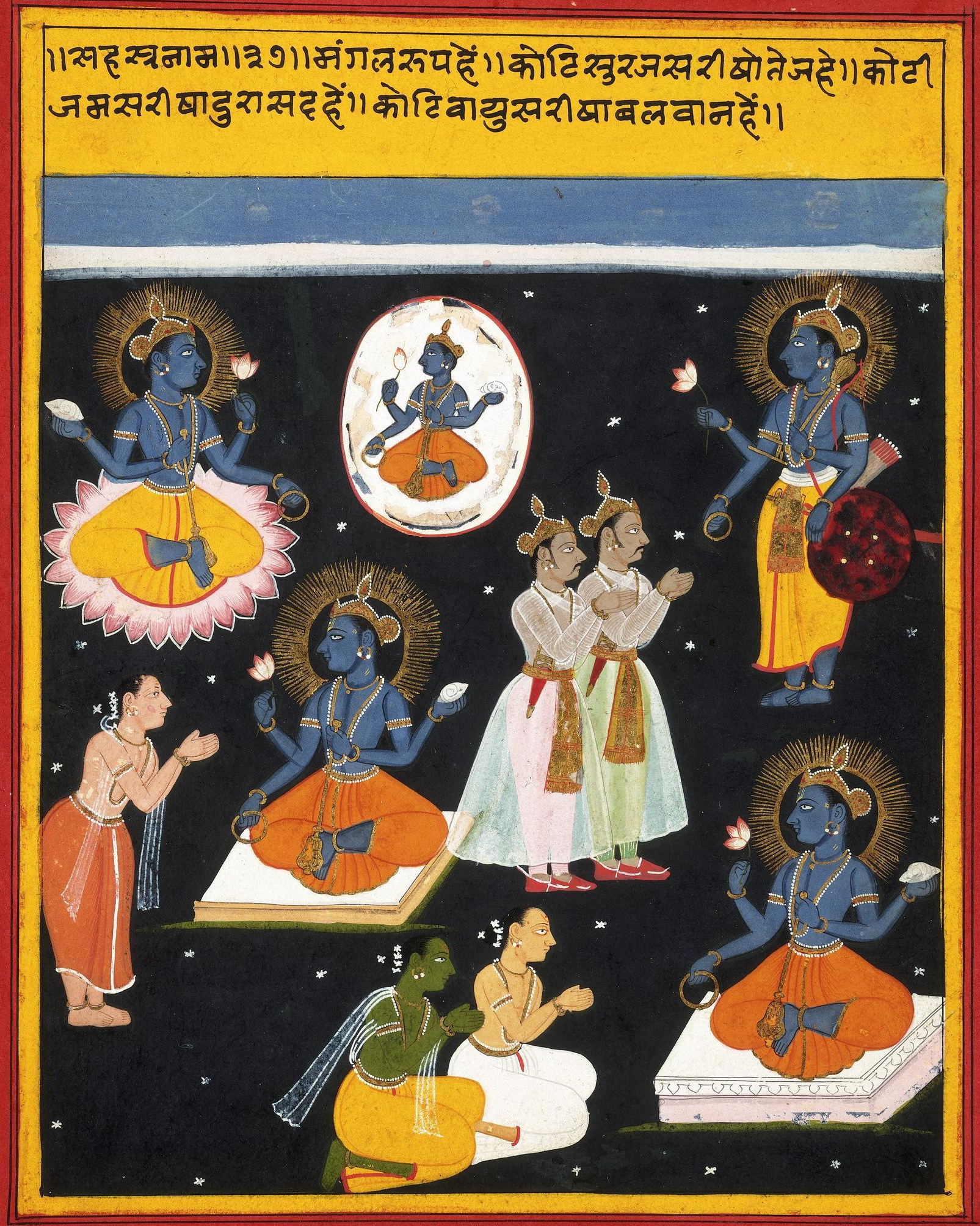
Vishnu sahasranama manuscript, ca1690.

### Комментарии
К «Вишну-сахасранаме» были написаны многочисленные комментарии. Комментарии Ади Шанкарачарьи (VIII век) оказали особенно сильное влияние на философские школы индуизма.
Последователь Рамануджи Парашара Бхаттар также написал свои комментарии в XII веке, в которых подробно описал имена Вишну с точки зрения философии вишишта-адвайты.
В индуистской литературе также существуют сахасранамы, посвящённые Шиве (Шива Сахасранама), Деви, Ганеше и другим богам.

## Толкования
Существуют сахасранамы для многих форм Бога (Вишну, Шива, Ганеша, Шакти и др.). «Вишну-сахасранама» широко известна среди индусов и является важной частью молитв вайшнавов или последователей Вишну. Хотя вайшнавы уважают других божеств, они верят в то что вселенная и все божества в ней, такие как Шива и Деви, являются проявлением верховного господа Вишну. Последователи шиваизма, в свой черёд, заявляют о превосходстве Шивы.

### Толкование адвайта-веданты
Рудра-сукта, одна из самых священных молитв для индуистов и в особенности для шиваитов, — описывает Вишну как один из аспектов Шивы. Кроме того, два из имён «Вишну-сахасранамы», которые относятся к Шиве и есть Шива (имена # 27 и # 600), и Рудра (имя # 114). Ади Шанкара истолковал это, провозгласив, что Вишну и Шива суть одно, и что поклонение Шиве является также поклонением Вишну.
Другое имя, возможно отождествляющее Вишну и Шиву, — это 38-е имя, Шамбху. Так как у многих санскритских слов есть несколько значений, в данном случае вполне возможно, что они принадлежат как Вишну, так и Шиве. Например, имя Шива само по себе означает благоприятный, — слово, которое также можно применить и к Вишну. Однако, с точки зрения последователей адвайта-веданты, Вишну и Шива являются одним и тем же Богом, который соответственно выступает в различных аспектах сохранения и разрушения. Как шиваиты, так и вайшнавы, поклоняются божеству Харихара как сочетанию обеих личностей.

### Вайшнавское толкование
Однако вайшнавский комментатор Парасара Бхаттар (англ.), последователь Рамануджи, объясняет, что имена «Шива» и «Рудра» в «Вишну-сахасраранаме» означают качества или атрибуты Вишну, и не свидетельствуют о том, что Вишну и Шива являются одним и тем же богом.
Многие вайшнавы поклоняются Вишну в его форме с четырьмя атрибутами — раковиной, диском, цветком и булавой в руках, как самой возвышенной форме Абсолюта. Вместе с тем, майавади не соглашаются с этим и утверждают, что Бог является абсолютно чистым и поэтому не может иметь формы. Кроме того, они считают, что Бог находится вне влияния времени и не ограничивается формой и цветом.
Вайшнавы, в свою очередь, придерживаются мнения о том, что Вишну является безграничным, но в то же самое время способен иметь определённые формы, и утверждение обратного (то есть того что Бог неспособен обладать формой) ограничивает Безграничного и Всесильного Абсолюта.
В шри-вайшнавизме (ветви последователей Рамануджи) Бхагавад-гита и «Вишну-сахасранама» считаются двумя глазами духовного откровения.
В других вайшнавских традициях «Вишну-сахасранама» также считается важным текстом. Гаудия-вайшнавы считают, что повторение имён Кришны и Рамы является более важным, чем повторение имён Вишну. Они основываются на тексте из «Махабхараты», в котором говорится, что результат от произнесения тысячи имён Вишну можно получить при лишь одном произнесении имени Рама. В Пуранах же три повторения имени Рамы приравнивается к одному произнесению имени Кришны.

### Основные взгляды
Фрагменты из перевода Свами Тапасьянанды (англ.) заключительных стихов «Вишну-сахасранамы», утверждают следующее: «Никакое зло или неприятности не могут повредить человеку который ежедневно слышит или повторяет эти имена».
Есть история о том, как праведный царь Нахуша, предок Юдхиштхиры (в соответствии с переводом Махабхараты К. Раджагопаачари (англ.), стих # 53), воспевая «Вишну-сахасранаму», стал Индрой, царём Девов, но впоследствии был изгнан со Сварги из-за проклятия великого мудреца Агастьи, который из-за гордости и высокомерия, проявленных Индрой, проклял его стать питоном на тысячи лет. Таким образом, воспевание имён Вишну из «Вишну-сахасранамы» приносит успех как в этой жизни, так и в следующей.
А. Ч. Бхактиведанта Свами Прабхупада даёт гаудия-вайшнавское толкование, цитируя стих 7.24 из «Бхагавад-гиты», в котором аватара Кришна говорит:
Люди, лишённые разума и не знающие Меня таким, какой Я есть, считают, что Я, Верховная Личность Бога, Кришна, раньше не был личностью, а теперь стал ею. Из-за скудости своих познаний они не понимают, что Я обладаю высшей природой, абсолютной и нетленной.
Тогда как Чидбхавананда Свами (англ.) в своём переводе «Бхагавад-гиты», даёт совершенно другой перевод этого же стиха 7.24:
Неразумные люди думают обо Мне, Непроявленном, как о имеющем проявления, не зная Моей высшей природы, неизменной и непревзойдённой.
Чидбхавананда Свами, являющийся последователем адвайты, считает Бога бесформенным, тогда как Шрила Прабхупада, следуя философии Чайтаньи Махапрабху, подчёркивает то, что Бог имеет форму.
Рамакришна принимал Бога с формой и без формы, сравнивая его со льдом и водой, которые являются одним и тем же элементом, но только в разных состояниях.